# زیر پرچم بهشت (مجموعه تلویزیونی)
زیر پرچم بهشت (انگلیسی: Under the Banner of Heaven) یک مینی‌سریال تلویزیونی در ژانر درام جنایت واقعی است که بر اساس کتاب غیر داستانی به همین نام اثر جان کراکائر ساخته شده‌است. این مینی‌سریال توسط داستین لنس بلک اقتباس شده و دیوید مکنزی آن را کارگردانی کرده‌است. اندرو گارفیلد و گیل بیرمنگام نقش دو کارآگاه را ایفا می‌کنند که در حال تحقیق دربارهٔ قتلی وحشیانه هستند که ظاهراً با مورمونیسم مرتبط است. این مینی‌سریال در ۲۸ آوریل ۲۰۲۲ پخش شد. این مجموعه مورد تحسین قرار گرفت اما در زمینهٔ اعتقاد مورمون‌ها باعث بحث و جدال‌هایی شد. گارفیلد برای نقش‌آفرینی‌اش نامزد دریافت جایزهٔ امی ساعات پربیننده بهترین بازیگر مرد در مینی‌سریال شد.

## بازیگران
- اندرو گارفیلد در نقش پیر
- گیل بیرمنگام در نقش بیل تابا
- آدلاید کلمنس در نقش ربکا پیر
- دیزی ادگار-جونز در نقش برندا لافرتی
- سم ورثینگتون در نقش ران لافرتی
- دنیز گوخ در نقش دایانا لافرتی
- وایت راسل در نقش دن لافرتی
- بیلی هوول در نقش آلن لافرتی
- روری کالکین در نقش ساموئل لافرتی
- ست نومریچ در نقش رابین لافرتی
- کلوئی پیری در نقش ماتیلدا لافرتی
- ساندرا سیکات در نقش جوزی پیر
- کریستوفر هیردال در نقش آمون لافرتی

## تولید
این مینی‌سریال ابتدا قرار بود از سال ۲۰۱۱ به عنوان یک فیلم اقتباس شود، اما در ژوئن ۲۰۲۱ اعلام شد که اکنون به عنوان یک مینی سریال ساخته می‌شود و داستین لنس بلک فیلم‌نامه‌نویس و دیوید مکنزی کارگردان آن خواهد بود. اندرو گارفیلد و دیزی ادگار جونز به عنوان بازیگران مینی‌سریال  انتخاب شدند. اعضای بازیگران در ماه آگوست تکمیل شدند و سم ورثینگتون، وایت راسل، دنیس گوخ و گیل بیرمنگام در میان بازیگران جدید حضور داشتند. فیلمبرداری این مینی‌سریال در اوت ۲۰۲۱ آغاز شد و در ۲۱ دسامبر به پایان رسید.

## پخش
این مینی‌سریال در ۲۸ آوریل ۲۰۲۲ از طریق سرویس اف‌اکس آن هلو پخش شده‌است.

## بازخورد
وب‌سایت جمع‌آوری نقد راتن تومیتوز بر اساس بررسی ۳۶ منتقد، امتیاز ۸۶٪ با میانگین نمرهٔ ۷٫۱/۱۰ را به این مینی‌سریال داده‌است. متاکریتیک که در نقدهای از میانگین نمرهٔ وزنی استفاده می‌کند، بر اساس نظر ۲۲ منتقد، امتیاز ۷۱ از ۱۰۰ را به این مینی‌سریال داده‌است که نشان دهنده «بررسی‌های عموماً مطلوب» است.